# توري باتشيكو
بلدية توري باتشيكو (بالإسبانية: Torre-Pacheco) هي بلدية تقع في منطقة مرسية جنوب شرق إسبانيا.

## الديموغرافيا
بلغ عدد سكان بلدية توري باتشيكو 33.218 نسمة عام 2011 (وفقاً للمعهد الوطني الإسباني للإحصاء).
| 20.345 | 21.937 | 25.721 | 27.400 | 29.187 | 31.495 | 33.218 |

## أعلام
- أدريان مارين غوميز
- غلوريا رودريغيز